# Nationalligaen 2021
La Nationalligaen 2021 è la 34ª edizione del campionato di football americano di primo livello, organizzato dalla DAFF.

## Squadre partecipanti
| Club                  | Città     | Stadio | Sponsor ufficiale | Risultato nella stagione 2020 |
| --------------------- | --------- | ------ | ----------------- | ----------------------------- |
| AaB 89ers             | Aalborg   |        |                   |                               |
| Copenhagen Towers     | Gentofte  |        |                   |                               |
| Søllerød Gold Diggers | Rudersdal |        |                   |                               |
| Triangle Razorbacks   | Vejle     |        |                   |                               |

## Stagione regolare

### Calendario

#### 1ª giornata
| Gentofte 22 maggio 2021, ore 19:00 | Copenhagen Towers | 38 – 13 referto | AaB 89ers | Gentofte Sportspark |

#### 2ª giornata
| Vejle 29 maggio 2021, ore 19:00 | Triangle Razorbacks | 13 – 44 referto | Copenhagen Towers | Vejle Atletikstadion |

#### 3ª giornata
| Aalborg 5 giugno 2021, ore 17:00 | AaB 89ers | 6 – 28 referto | Søllerød Gold Diggers | AaB's anlæg |

#### 4ª giornata
| Aalborg 12 giugno 2021, ore 19:00 | AaB 89ers | 35 – 14 referto | Triangle Razorbacks | AaB's anlæg |

#### 5ª giornata
| Nærum 19 giugno 2021, ore 14:00 | Søllerød Gold Diggers | 36 – 30 referto | Copenhagen Towers | Rundforbi Stadion |

#### 6ª giornata
| Nærum 26 giugno 2021, ore 14:00 | Søllerød Gold Diggers | 24 – 10 referto | Triangle Razorbacks | Rundforbi Stadion |

#### 7ª giornata
| Nærum 14 agosto 2021, ore 14:00 | Søllerød Gold Diggers | 6 – 33 referto | AaB 89ers | Rundforbi Stadion |

#### 8ª giornata
| Gentofte 21 agosto 2021, ore 19:00 | Copenhagen Towers | 50 – 6 referto | Triangle Razorbacks | Gentofte Sportspark |

#### 9ª giornata
| Aalborg 28 agosto 2021, ore 14:00 | AaB 89ers | 26 – 46 referto | Copenhagen Towers | AaB's anlæg |

| Vejle 28 agosto 2021, ore 19:00 | Triangle Razorbacks | 18 – 48 referto | Søllerød Gold Diggers | Vejle Atletikstadion |

#### 10ª giornata
| Gentofte 4 settembre 2021, ore 19:00 | Copenhagen Towers | 26 – 27 referto | Søllerød Gold Diggers | Gentofte Sportspark |

#### 11ª giornata
| Vejle 11 settembre 2021, ore 19:00 | Triangle Razorbacks | 38 – 17 referto | AaB 89ers | Vejle Atletikstadion |

### Classifica
La classifica della regular season è la seguente:
- PCT = percentuale di vittorie, G = partite giocate, V = partite vinte,  P = partite perse, PF = punti fatti, PS = punti subiti

| Pos. | Squadra               | PCT  | G | V | N | P | PF  | PS  |
| ---- | --------------------- | ---- | - | - | - | - | --- | --- |
| 1    | Søllerød Gold Diggers | .833 | 6 | 5 | 0 | 1 | 169 | 123 |
| 2    | Copenhagen Towers     | .667 | 6 | 4 | 0 | 2 | 234 | 121 |
| 3    | AaB 89ers             | .333 | 6 | 2 | 0 | 4 | 130 | 170 |
| 4    | Triangle Razorbacks   | .167 | 6 | 1 | 0 | 5 | 99  | 218 |

## Playoff

### Tabellone
|  | Semifinali | Semifinali            | Semifinali |                   |    | XXXII Mermaid Bowl    | XXXII Mermaid Bowl  | XXXII Mermaid Bowl |  |
|  |            |                       |            |                   |    |                       |                     |                    |  |
|  | 1          | Søllerød Gold Diggers | 21         |                   |    |                       |                     |                    |  |
|  | 1          | Søllerød Gold Diggers | 21         |                   |    |                       |                     |                    |  |
|  | 4          | Triangle Razorbacks   | 20         |                   |    |                       |                     |                    |  |
|  | 4          | Triangle Razorbacks   | 20         |                   | 1  | Søllerød Gold Diggers | 7                   |                    |  |
|  |            |                       |            |                   | 1  | Søllerød Gold Diggers | 7                   |                    |  |
|  |            |                       | 2          | Copenhagen Towers | 24 |                       |                     |                    |  |
|  | 2          | Copenhagen Towers     | 2          | Copenhagen Towers | 24 | 45                    |                     |                    |  |
|  | 2          | Copenhagen Towers     |            |                   |    | 45                    |                     |                    |  |
|  | 3          | AaB 89ers             | 29         |                   |    | Finale 3º posto       | Finale 3º posto     | Finale 3º posto    |  |
|  | 3          | AaB 89ers             | 29         |                   |    |                       |                     |                    |  |
|  |            |                       |            |                   |    |                       |                     |                    |  |
|  |            |                       |            |                   |    | 4                     | Triangle Razorbacks | 40                 |  |
|  |            |                       |            |                   |    | 4                     | Triangle Razorbacks | 40                 |  |
|  |            |                       |            |                   |    | 3                     | AaB 89ers           | 48                 |  |

### Semifinali
| Nærum 25 settembre 2021, ore 14:00 | Søllerød Gold Diggers | 21 – 20 referto | Triangle Razorbacks | Rundforbi Stadion |

| Gentofte 25 settembre 2021, ore 19:00 | Copenhagen Towers | 45 – 29 referto | AaB 89ers | Gentofte Sportspark |

### Finale 3º - 4º posto
| Vejle 9 ottobre 2021, ore 13:00 | AaB 89ers | 48 – 40 referto | Triangle Razorbacks | Vejle Atletikstadion |

### XXXII Mermaid Bowl
| Vejle 9 ottobre 2021, ore 19:00 | Søllerød Gold Diggers | 7 – 24 referto | Copenhagen Towers | Vejle Atletikstadion |

## Verdetti
- Copenhagen Towers Campioni della Danimarca 2021